# 沃倫縣 (賓夕法尼亞州)
沃倫縣（英語：Warren County）是美国宾夕法尼亚州西北部的一個縣，北鄰纽约州，面積2,325平方公里。根據2020年人口普查，共有人口38,587人。縣治沃倫。該縣成立於1800年3月12日，縣名紀念在美國獨立戰爭中戰死的約瑟·瓦倫。